# 장은정 (필드하키 선수)
장은정(張銀貞, 1970년 8월 18일~)은 대한민국의 필드하키 선수이며 포지션은 미드필더이다. 1988년과 1996년 하계 올림픽에서 은메달을 획득했다.

## 경력
전라남도 화순군 출신이다. 춘양국민학교 재학 시절 높이뛰기를 했으나 춘양여중에 입학하면서 하키로 전향했다. 이후 광주여자고등학교로 진학했으며 광주여고 3학년 때인 1988년에 국가대표로 발탁되었다. 같은 해에 서울에서 열린 1988년 하계 올림픽에서 은메달을 획득했다.
1996년 애틀랜타에서 열린 1996년 하계 올림픽에서 은메달을 획득했다. 애틀랜타 올림픽 이후 은퇴를 선언했으나 잠시 현역으로 복귀하여 그 해 12월에 인디라 간디 골드컵에서 준우승을 한 후 완전히 은퇴했다.
현역 은퇴 이후 북광주 전화국 영업부에서 근무했다.

## 학력
- 춘양여자중학교 졸업
- 광주여자고등학교 졸업

## 경력
- 1988년 하계 올림픽 여자 하키 국가대표
- 1990년 아시안 게임 여자 하키 국가대표
- 1992년 하계 올림픽 여자 하키 국가대표
- 1996년 하계 올림픽 여자 하키 국가대표

## 수상
- 1988년 하계 올림픽 여자 하키 은메달
- 1990년 아시안 게임 여자 하키 금메달
- 1996년 하계 올림픽 여자 하키 은메달